# Marchal (Granada)
Marchal er en by og kommune i det sydøstlige Spanien i provinsen Granada. Den har et indbyggertal på 425 (2024) indbyggere.